# Montegut (Luisiana)
Montegut es un lugar designado por el censo ubicado en la parroquia de Terrebonne en el estado estadounidense de Luisiana. En el Censo de 2010 tenía una población de 1540 habitantes y una densidad poblacional de 131,87 personas por km².

## Geografía
Montegut se encuentra ubicado en las coordenadas 29°26′18″N 90°33′57″O / 29.43833, -90.56583. Según la Oficina del Censo de los Estados Unidos, Montegut tiene una superficie total de 11.68 km², de la cual 10.86 km² corresponden a tierra firme y (7.01%) 0.82 km² es agua.

## Demografía
Según el censo de 2010, había 1540 personas residiendo en Montegut. La densidad de población era de 131,87 hab./km². De los 1540 habitantes, Montegut estaba compuesto por el 86.62% blancos, el 1.04% eran afroamericanos, el 9.09% eran amerindios, el 0.39% eran asiáticos, el 0% eran isleños del Pacífico, el 1.04% eran de otras razas y el 1.82% pertenecían a dos o más razas. Del total de la población el 0.91% eran hispanos o latinos de cualquier raza.